# Fritz Walz
Fritz Walz auch Fritz Walz-Eidenbenz (* 5. Juni 1858 in Nürnberg, Bayern; † 16. März 1944 in Locarno, Tessin; heimatberechtigt in Stallikon, Ortsteil Gamlikon und seit 1915 in Zürich) war ein Schweizer Verleger sowie Redaktor deutscher Herkunft.

## Leben
Der gebürtige Nürnberger Fritz Walz, Sohn des Michael Walz sowie der Barbara geborene Kusterer, erhielt um 1880 eine Anstellung als Hilfsredaktor bei der Neuen Zürcher Zeitung. Walz, der in der Folge als Redaktor im Handelsteil tätig war, verließ Ende 1881 das Unternehmen, ging nach Deutschland, dort absolvierte er in verschiedenen Verlagen Weiterbildungen.
1893 gründete Fritz Walz in Zürich zusammen mit dem deutschen Zeitungsverleger Wilhelm Girardet (1838–1918) den Tages-Anzeiger für Stadt und Kanton Zürich. Fritz Walz, Mitinhaber desselben, war dort bis 1923 als Verleger sowie Chefredaktor eingesetzt. Nachdem die Girardet, Walz & Co. 1912 in eine Aktiengesellschaft umgewandelt worden war, war Walz, der mit der aus Öhringen in Württemberg stammenden Charlotte, Tochter des Wilhelm Eidenbenz, verheiratet war, bis zu seinem Tod im Jahr 1944 in deren Verwaltungsrat vertreten.

## Publikationen
- Staatsstreich oder Reformen!, Zürcher & Furrer, Zürich, 1904
- Deutsche Kolonial-Reform, Zürcher & Furrer, Zürich, 1905
- Die deutsche Finanz-Reform der Zukunft, Zürcher & Furrer, Zürich, 1906
- Deutsche Wehr-Politik der Zukunft: Von einem Auslanddeutschen, Zürcher & Furrer, Zürich, 1908